# Enigmomorphus paradoxus
Enigmomorphus paradoxus là một loài ruồi trong họ Asilidae. Enigmomorphus paradoxus được Hermann miêu tả năm 1912. Loài này phân bố ở vùng Tân nhiệt đới.